# Piz Medel
Le Piz Medel est une montagne qui s'élève à 3 210 m d'altitude dans les Alpes lépontines, à la frontière entre les cantons des Grisons et du Tessin en Suisse. C'est le sommet le plus élevé du chaînon entre le col du Lukmanier (1 915 mètres) et le Crap la Crusch (2 268 mètres). La montagne domine le col de la Greina (it), un important passage reliant les cantons des Grisons et du Tessin.
Le côté nord du massif (vers les Grisons) est couvert par un grand glacier nommé Glatscher da Medel, séparé sur sa partie inférieure en trois branches. Le massif se compose de plusieurs sommets secondaires parmi lesquels les plus élevés sont le Piz a Spescha (3 109 mètres), le Piz Cristallina (3 128 mètres), le Piz Uffiern (3 151 mètres) et la Cima di Camadra (3 172 mètres).
L'itinéraire normal vers le sommet commence à Fuorcla da Lavaz (2 524 mètres), un col reliant les vallées septentrionales de Medel et Sumvitg. Une cabane (cabane de Medel) a été érigée sur le col par le Club alpin suisse.